# ژزوالدو فریرا
ژزوالدو فریرا (پرتغالی: Jesualdo Ferreira؛ زادهٔ ۲۴ مه ۱۹۴۶) مربی فوتبال اهل پرتغال است. او هم‌اکنون هدایت باشگاه فوتبال بوآویستا را بر عهده دارد.
در کارنامه حدود چهل ساله مربی‌گری او، هدایت سه غول فوتبال پرتغال (پورتو، بنفیکا، اسپورتینگ لیسبون)، پاناتینایکوس یونان، زمالک مصر و السد قطر به چشم می‌خورد.

## افتخارات
پورتو پرتغال
- لیگ برتر پرتغال: ۰۷–۲۰۰۶، ۰۸–۲۰۰۷، ۰۹–۲۰۰۸
- جام حذفی پرتغال: ۰۹–۲۰۰۸، ۱۰–۲۰۰۹
- سوپرجام فوتبال پرتغال: ۲۰۰۹

زمالک مصر
- لیگ برتر مصر: ۱۵–۲۰۱۴
- جام حذفی مصر: ۱۵–۲۰۱۴

السد قطر
- لیگ ستارگان قطر: ۱۹–۲۰۱۸
- جام ولیعهد قطر: ۲۰۱۷
- جام امیر قطر: ۲۰۱۷
- سوپرجام قطر: ۲۰۱۷

### جوایز شخصی
- بهترین مربی لیگ پرتغال: ۰۹–۲۰۰۸، ۰۸–۲۰۰۷، ۰۷–۲۰۰۶
- بهترین مربی لیگ مصر: ۱۵–۲۰۱۴
- بهترین مربی لیگ ستارگان قطر: ۲۰۱۹، ۲۰۱۷